# Omphale
Omphale är ett släkte av steklar som beskrevs av Alexander Henry Haliday 1833. Omphale ingår i familjen finglanssteklar.

## Dottertaxa tillOmphale, i alfabetisk ordning[1][2]
- Omphale absoluta
- Omphale acamas
- Omphale acuminata
- Omphale acuminaticornis
- Omphale acuminativentris
- Omphale adinothrix
- Omphale admirabilis
- Omphale adynata
- Omphale aethiops
- Omphale aetius
- Omphale aglaia
- Omphale agujascola
- Omphale alocata
- Omphale alpestris
- Omphale alpinicola
- Omphale altamiraensis
- Omphale alticola
- Omphale angusticornis
- Omphale antonioi
- Omphale aperta
- Omphale aphelonota
- Omphale argothrymma
- Omphale aspersa
- Omphale astom
- Omphale aulacis
- Omphale aureopurpurea
- Omphale australis
- Omphale baryhypha
- Omphale betulicola
- Omphale bicincta
- Omphale bicolorithorax
- Omphale bitaeniata
- Omphale bitincta
- Omphale bouischium
- Omphale brevicornis
- Omphale brevis
- Omphale breviventris
- Omphale bricenoi
- Omphale cacaoensis
- Omphale caelata
- Omphale calicuti
- Omphale capillata
- Omphale carballoi
- Omphale carinata
- Omphale carlylei
- Omphale cavei
- Omphale cerina
- Omphale cherana
- Omphale chryseis
- Omphale clavata
- Omphale clinata
- Omphale clymene
- Omphale clypealba
- Omphale clypealis
- Omphale clypeogilba
- Omphale clypeolata
- Omphale cocaensis
- Omphale coilus
- Omphale connectens
- Omphale crinicornis
- Omphale cumbrensis
- Omphale cyaneicorpus
- Omphale cyclospila
- Omphale dentata
- Omphale deplanata
- Omphale derogaster
- Omphale didieri
- Omphale diocles
- Omphale divina
- Omphale doddi
- Omphale earina
- Omphale elevata
- Omphale elongata
- Omphale epaphus
- Omphale erginnus
- Omphale exerinea
- Omphale exodonta
- Omphale exserta
- Omphale figena
- Omphale filicornis
- Omphale flava
- Omphale flavicephala
- Omphale flavicorpus
- Omphale flavifacies
- Omphale flavifrons
- Omphale flavirufa
- Omphale flaviscutellum
- Omphale fossata
- Omphale foveata
- Omphale foviger
- Omphale friedmani
- Omphale fulgida
- Omphale ganota
- Omphale gauldi
- Omphale gibsoni
- Omphale gilva
- Omphale globosa
- Omphale gracilicornis
- Omphale gracilis
- Omphale grahami
- Omphale guanacastensis
- Omphale guatemalensis
- Omphale haplospina
- Omphale helavai
- Omphale hermosa
- Omphale heydoni
- Omphale hirtipennis
- Omphale huggerti
- Omphale ianthina
- Omphale inaequalis
- Omphale inaerea
- Omphale incisa
- Omphale incurvata
- Omphale indistincta
- Omphale infulata
- Omphale insetosa
- Omphale isander
- Omphale ivani
- Omphale kasirensis
- Omphale laevigata
- Omphale laeviplana
- Omphale lanceolata
- Omphale leiromela
- Omphale leirostoma
- Omphale leucoclasma
- Omphale lissosoma
- Omphale longiseta
- Omphale lugens
- Omphale lugubris
- Omphale lurida
- Omphale mandibularis
- Omphale marginalis
- Omphale marica
- Omphale marylandensis
- Omphale masneri
- Omphale matrana
- Omphale melinum
- Omphale mellea
- Omphale merista
- Omphale metallica
- Omphale microstoma
- Omphale monticola
- Omphale moraviensis
- Omphale morulipes
- Omphale multidentata
- Omphale narinosa
- Omphale nasuta
- Omphale nigriscapus
- Omphale nita
- Omphale nitens
- Omphale nitida
- Omphale notaula
- Omphale noyesi
- Omphale obscura
- Omphale obscurinotata
- Omphale ocelliparva
- Omphale ochrosoma
- Omphale oculiparva
- Omphale orbita
- Omphale oriampla
- Omphale orilata
- Omphale pallida
- Omphale pauli
- Omphale pedicellata
- Omphale perimeces
- Omphale petatlana
- Omphale petiolata
- Omphale phaola
- Omphale phruron
- Omphale pileagena
- Omphale pilosa
- Omphale pitillae
- Omphale poeta
- Omphale prabha
- Omphale prasina
- Omphale prolata
- Omphale prolongata
- Omphale pronapis
- Omphale pulchella
- Omphale purpurea
- Omphale quinquefasciata
- Omphale radialis
- Omphale ramonensis
- Omphale rhesus
- Omphale rhorata
- Omphale rojasi
- Omphale rotundigaster
- Omphale rubigus
- Omphale sabicegena
- Omphale safranota
- Omphale salicis
- Omphale scrobiculata
- Omphale scutellata
- Omphale selvae
- Omphale semiabdita
- Omphale semiflavifrons
- Omphale semiglobosa
- Omphale setiger
- Omphale setosa
- Omphale sola
- Omphale speciosa
- Omphale stenobasis
- Omphale stigma
- Omphale stigmalis
- Omphale stonia
- Omphale straminea
- Omphale strictifinis
- Omphale sulcatiscutum
- Omphale taenifer
- Omphale tanyops
- Omphale tanyscapus
- Omphale tanyteles
- Omphale tanytelson
- Omphale tapantibios
- Omphale telephe
- Omphale tempora
- Omphale teresis
- Omphale theana
- Omphale thoracicus
- Omphale tria
- Omphale triangulata
- Omphale triclava
- Omphale tropifer
- Omphale truncatipennis
- Omphale uruapana
- Omphale wahli
- Omphale valida
- Omphale vargasi
- Omphale varia
- Omphale varinotata
- Omphale varipes
- Omphale wasari
- Omphale versicolor
- Omphale whartoni
- Omphale villalobosi
- Omphale vinacea
- Omphale viridiscutellum
- Omphale woolleyi
- Omphale vulgaris
- Omphale xanthoceps
- Omphale zunigai